# Ann-Mari Grönvik
Ann-Mari Grönvik, född 26 mars 1896 i Helsingfors, död där 31 januari 1980, var en finländsk författare och översättare. Hon ingick 1924 äktenskap med Axel Grönvik.
Grönvik, som var dotter till referendariesekreterare Johan Alfred Nordman och Sigrid Anna Helena de la Chapelle, blev student 1913, filosofie kandidat 1920 och filosofie magister 1923. Hon var språkgranskare hos Söderström & C:os förlag 1922–1932. Hon var sekreterare i Helsingfors lyceumklubb 1932–1947, ordförande i Studentskornas gille 1921–1922 och i Akademiskt bildade kvinnor i Helsingfors 1946–1951. Hon skrev Tilltalsskicket i svenskan (1918), Flickstudenter (tillsammans med Ebba von Bonsdorff, 1917), Det engelska arvet (1922), Blommor och blader (1941) och utförde ett flertal översättningar.